# Idriss Déby
General pukovnik Idriss Déby Itno (Fada, Čad, 18. lipnja 1952. – 20. travnja 2021.), bio je dugogodišnji predsjednik Čada.

## Rani život, obrazovanje i vojna karijera
Idriss Déby Itno rođen je 18. lipnja 1952. godine u selu Berdoba, približno 190 kilometara od Fade u sjevernom Čadu. Njegov otac je bio stočar klana Bidayat iz zajednice Zaghawa. Nakon pohađanja Kur'anske škole u Tinéu, Déby je studirao na École Française u Fadi i u francusko-arapskoj školi u Abéchéu. Također je pohađao Lycée Jacques Moudeina u Bongoru i diplomirao je nauku. Sudjelovao je i u ratu između Libije i Čada. 

## Predsjedništvo
Idriss Déby preuzeo je Čadovo predsjedništvo 1991. godine. Ponovno je biran svakih pet godina do trenutka njegove smrti 2021. godine, što je ukupno iznosilo 31 godinu vlasti. 

## Privatni život
Déby je svom prezimenu dodao "Itno" 2006. godine. Diplomirao je u Svjetskom revolucionarnom centru Muammara Gadafija. Déby je bio poligaman i imao je četiri supruge do 2018. BBC News također je spomenuo da je imao najmanje desetak djece. 2007. godine njegov sin Brahim pronađen je mrtav u dobi od 27 godina u garaži svog stana u blizini Pariza. Idriss Déby također je prakticirao Islam. Déby je ubijen 20. travnja 2021. dok je zapovijedao snagama boreći se protiv pobunjenika iz Fronte za promjene i slogu u Čadu. 